# Račice, Třebíč
Račice là một làng thuộc huyện Třebíč, vùng Vysočina, Cộng hòa Séc.